# U1-es metróvonal (Bécs)
Az U1-es metróvonal (eredeti nevén U-Bahnlinie 1) a bécsi metróhálózat leghosszabb vonala. A 19,2 kilométeres útvonalán 24 állomás található. Összeköti a leopoldaui S-Bahn-állomást és Oberlaat, észak–dél irányban. Útvonala során az alábbi kerületeket érinti: Favoriten, Wieden, Innere Stadt (Belváros), Leopoldstadt, Donaustadt és Floridsdorf.
A vonal színe: vörös.

## Története

### Építésének előzményei
A bécsi tömegközlekedés megindulása óta hiányzott a 19. század óta rohamosan növekvő lakosságú városnak egy nagy kapacitású közlekedési eszköz, ami átszelte volna a történelmi belvárost. Csak igen kevés villamosvonalnak volt a Ringen belül végállomása, a város közepe, azaz a Stephansdom környezete, a villamoshálózatban egy tekintélyes befedetlen lyuk volt. A Stadtbahn 1898 és 1901 közötti építésénél úgy gondolták, hogy az 1910-es évekre egy metróprojektnél majd létrejön egy észak–dél irányú vasút, de végül nem valósult meg, mivel a városnak egymaga erre nem volt elég pénze. A későbbiekben pedig a nagy gazdasági világválság, valamint a második világháború évtizedekre ellehetetlenítette egy ilyen vonal megépítését.
Az 1938-as Anschluss után felmerültek gigatervek a közlekedés fejlesztésére, így egy központi pályaudvar építése is, valamint szóba jött a város metróval történő átszelése észak–dél irányban, ám a történelem folyamán ez folyamatosan megakadályozódott.
A hiányzó észak–déli közlekedési útra az 1960-as években új tervek merültek fel, és ebben a mai U1-es metró helyére is csak földalatti villamost terveztek, ahogy eredetileg az U2-es metró esetén is történt, ám 1965-re végül konkretizálódva egy rendes metró tervei jelentek meg.

### Az építkezés 1969 és 1982 között

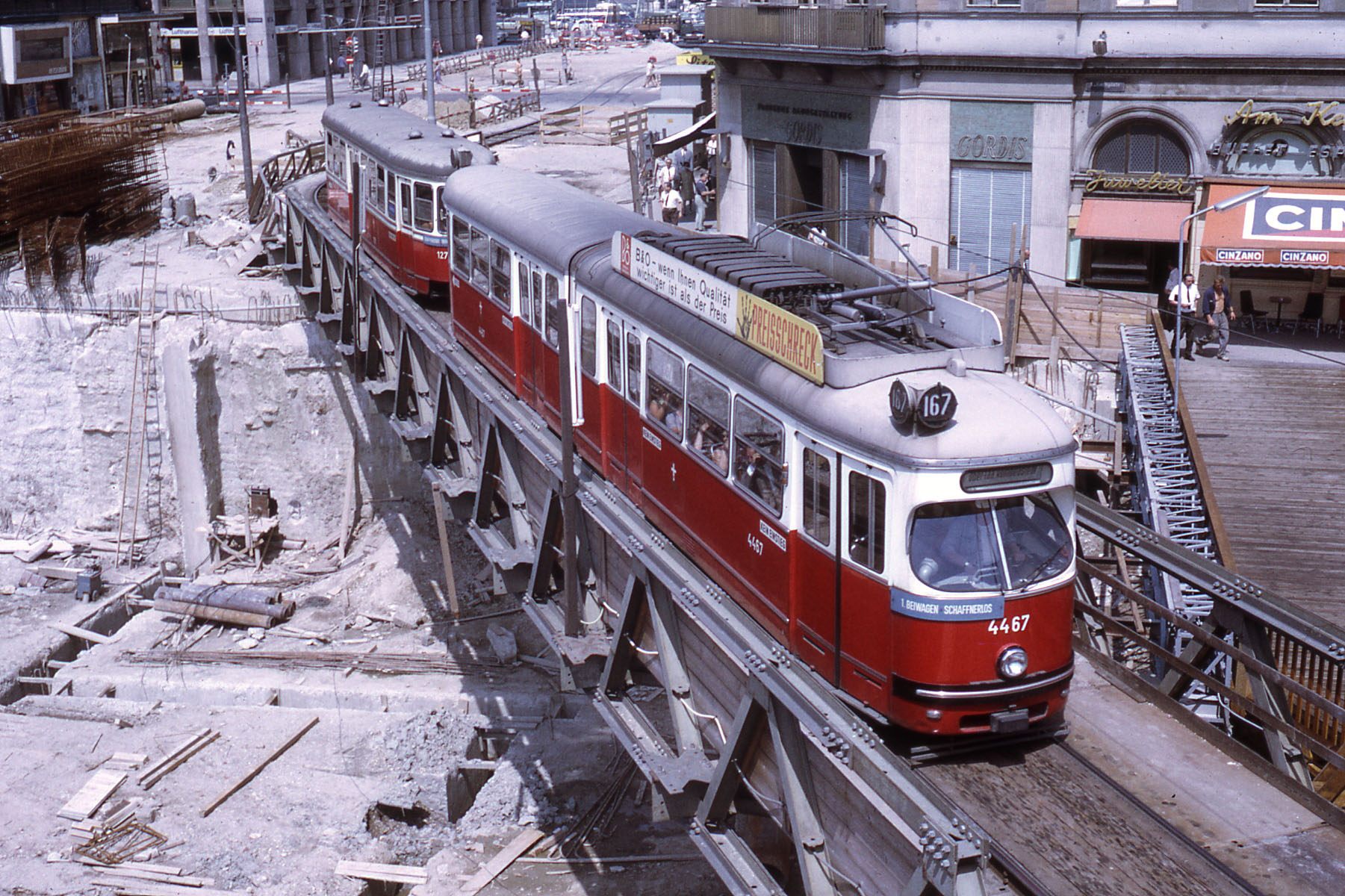
Épül a metró Karlsplatznál 1970-ben

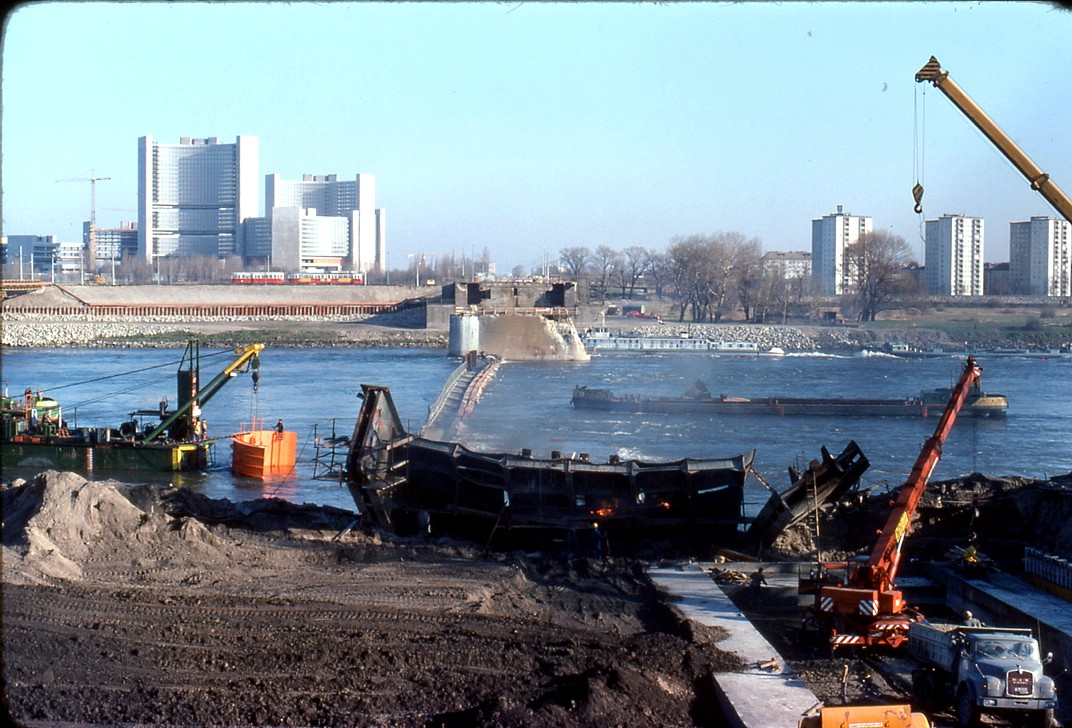
A régi Reichsbrücke összeomlása után az új híd építésénél már tervezték a metró továbbhosszabbítását

A vonal építését 1969. november 3-án kezdték meg a Karlsplatz állomásnál, ekkor még csak Reumannplatzig tartott az építkezés, majd a következő években további helyek váltak nagy építési területté. Az első jelentősebb alagútszakasz Karlsplatz és Stephansplatz között 1972-re készült el, és 1973-ban leengedtek a még félkész szakaszba egy metrókocsit. A teljes vonal átadása előtt már ebben az évben megnyitották az egy megállóköznyi Taubstummengasse–Karlsplatz szakaszt a publikum előtt bemutató céljából.
Az elkészült vonal 1978. február 25-én nyílt meg Reumannplatz és Karlsplatz állomások közötti szakaszon Ausztria első földalatti metrójaként. Ugyan ez a metróvonal volt az első új építésű vonala a városnak, ami így az U1-es viszonylatjelzést kapta, nem ez nyílt meg először a menetrend szerinti utasforgalom előtt. Ebben ez időszakban már készülődött egy Stadtbahn nevű gyorsvasút metróvá alakítása, és ennek az első két állomásos, egyébként felszíni vonala már az U1 átadása előtt metróként működött, U4 jelzéssel és ugyanolyan „U” típusú járművekkel. Ez a két metrószakasz a kezdetekben, pár hónapon át, 1978 augusztusáig teljes szigetüzemben működött egymástól, mivel a város két részén voltak, és csak ekkorra értek össze.
Hét hónappal a megnyitás után, 1978. november 18-án átadták a Karlsplatz és Stephansplatz megállók közötti pályát, majd 1979. november 24-én a Nestroyplatzig tartó szakaszt is. 1981. február 28-án a Praterstern állomásig hosszabbodott a vonal. Mindhárom hosszabbításnál a metrót a földfelszín alatt vezették.
A tervek szerint idáig, Pratersternig tartott volna a vonal, egy esemény azonban hamar változtatott a terveken. A forgalmas Reichsbrücke váratlanul összeomlott 1976. augusztus 1-jén, pont egy nappal azelőtt, hogy a Pratersternig tartó vonal építése megkezdődött volna. Az újonnan felépülő hídba már beletervezték a metrópályát is, így a Duna másik részén lévő városrész a vártnál hamarabb kapott metrókapcsolatot. 1982-ben nyílt meg ez a vonalszakasz, és ettől kezdve 2006 őszéig a vonal északi végállomása Kagran metróállomás volt.

### További északi hosszabbítás Leopoldauhoz

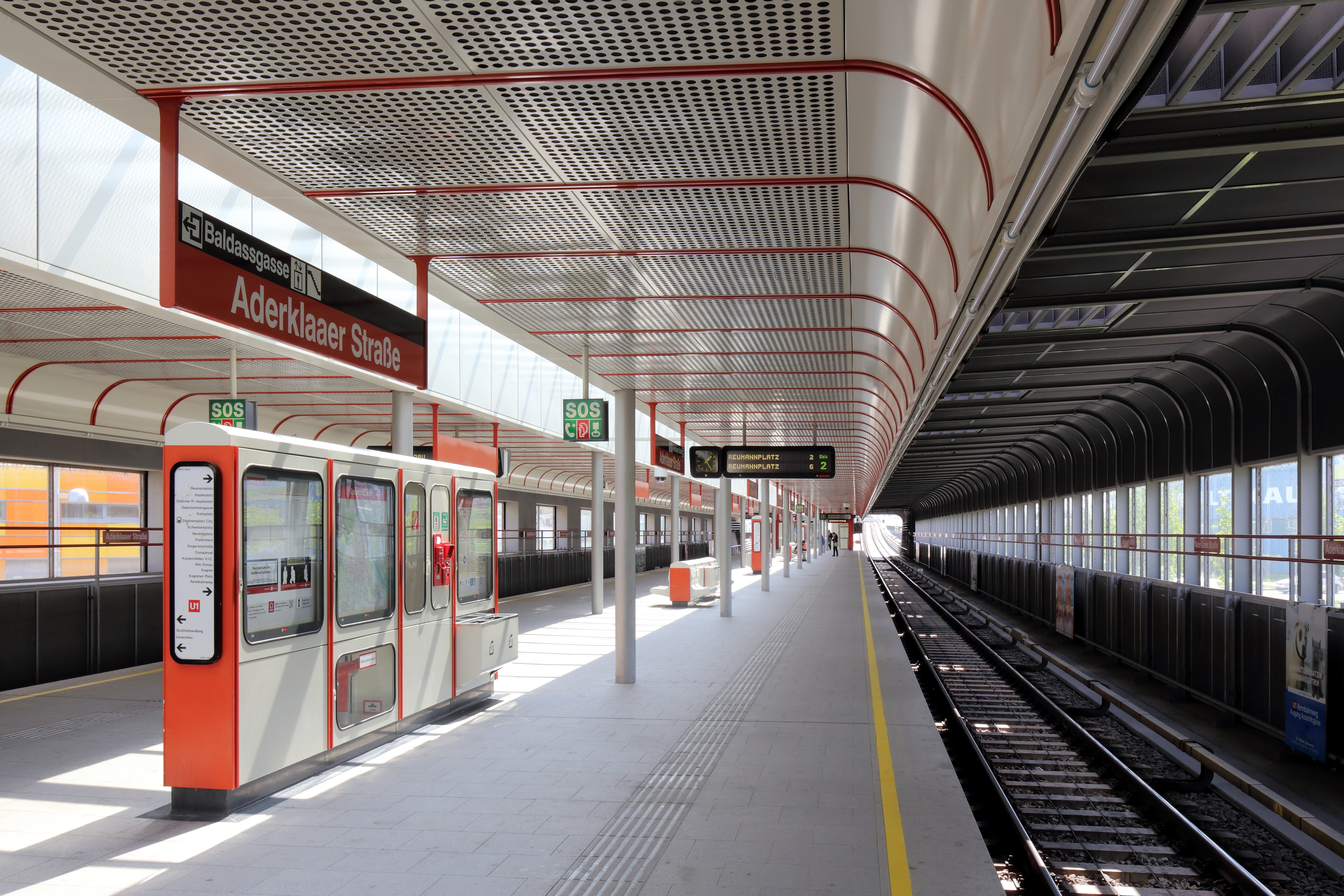
A 2006-ban átadott Reumannplatz ↔ Leopoldau szakasznak az Aderklaaer Straße állomása

Miután az U1 elérte Kagrant, a bécsi metróhálózat továbbépítése az U3-as vonalra koncentrálódott, majd ennek tervszerű meghosszabbítása után ismét az U1-es vonal hosszabbítása került napirendre. Itt Kagran után újra északi irányba toldották meg a pályát a lakótelepen át Leopoldau vasútállomásig Bécs 21. és 22. kerületében. Az új pályát 2006. szeptember 2-án adták át.

### Déli irányú hosszabbítás Oberlaahoz

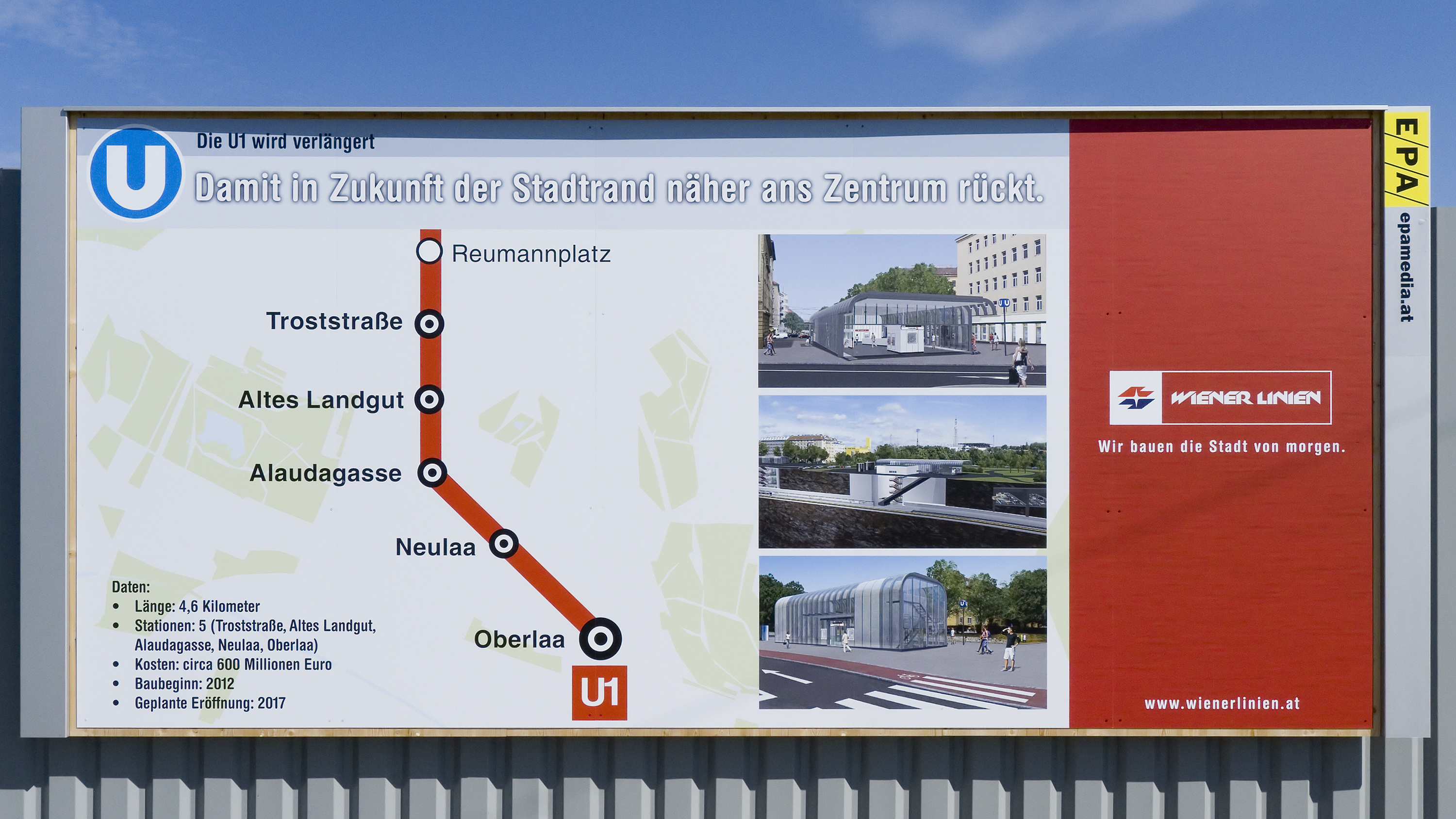
Óriásplakát 2012-ben, mely az U1-es metróvonal déli irányú, Oberlaaig történő hosszabbítását hirdeti

A vonal megnyitása óta mindig észak felé hosszabbodott, most elsőként viszont a régi Reumannplatz végállomástól dél felé mutattak a tervek. 2010-ben kezdődtek a meghosszabbítás előkészületi munkálatai, és az eredeti tervek szerint 2015-re már el is kellett volna készülnie a Rothneusiedlig tervezett hosszabbításnak, 4,6 km hosszan.
2012. március 12-én jelentették be, hogy nem Rothneusiedl, hanem Oberlaa lesz a végállomás, ahol 1974 óta a 67-es villamos végállomásozott. Az új vonalszakasz 2017. szeptember 2-án nyílt meg, összköltsége 600 millió euró. A hosszabbításnál öt új állomással bővült a vonal, amivel az U1-es lett Bécs leghosszabb metróvonala. Az Alaudagasse megállót úgy építették, hogy onnan egy esetleges kiágazás az eredetileg elképzelt Rothneusiedlig könnyen továbbépíthető legyen.
Az új szakasz Alaudagasse megállóig földalatti, utána Oberlaa végállomásig felszíni vezetésű. A megnyitása után a párhuzamos 67-es villamost (mai száma 11-es) visszavágták.

### Összefoglaló táblázat
| Év        | Végállomások                 |
| --------- | ---------------------------- |
| 1978–1978 | Reumannplatz ↔ Karlsplatz    |
| 1978–1979 | Reumannplatz ↔ Stephansplatz |
| 1979–1981 | Reumannplatz ↔ Nestroyplatz  |
| 1981–1982 | Reumannplatz ↔ Praterstern   |
| 1982–2006 | Reumannplatz ↔ Kagran        |
| 2006–2017 | Reumannplatz ↔ Leopoldau     |
| 2017–     | Oberlaa ↔ Leopoldau          |

| A metróvonal hossza | A metróvonal hossza | A metróvonal hossza | A metróvonal hossza | A metróvonal hossza |
| ------------------- | ------------------- | ------------------- | ------------------- | ------------------- |
| Év                  |                     |                     |                     | Hossz               |
| 1978.02.25.         | 1978.02.25.         |                     | 3 km                | 3 km                |
| 1978.11.18.         | 1978.11.18.         |                     | 3,9 km              | 3,9 km              |
| 1979.11.24.         | 1979.11.24.         |                     | 5,1 km              | 5,1 km              |
| 1981.02.28.         | 1981.02.28.         |                     | 5,9 km              | 5,9 km              |
| 1982.09.03.         | 1982.09.03.         |                     | 9,8 km              | 9,8 km              |
| 2006.09.02.         | 2006.09.02.         |                     | 14,5 km             | 14,5 km             |
| 2017.09.02.         | 2017.09.02.         |                     | 19,2 km             | 19,2 km             |
|                     |                     |                     |                     |                     |

## Járművek
Az U1-es metrón a kezdetektől fogva U típusú kocsik közlekednek, valamint a későbbiekben ennek továbbfejlesztett változatával, az U1-es és U11-es járművekkel is lehet találkozni. Az első modernebb, V típusú jármű prototípusa 2006. július 2-án jelent meg, a szériadarab V kocsik 2009. augusztus 25-e óta közlekednek a vonalon a régebbi típusokkal együtt, majd elterjedésükkel az U sorozat elkezdett visszaszorulni. Először a sima U típusú járművek kerültek ki a forgalomból, az utolsó jármű 2016-ban közlekedett a vonalon. A sorozat többi altípusa egyelőre még közlekedik.
A járműkiadásról az U4-es metró vonalán lévő Wasserleitungswiese kocsiszín és az U1-es metró végállomásán lévő Leopoldau tárolóállomás gondoskodik. Minden szerelvény hat kocsiból áll.

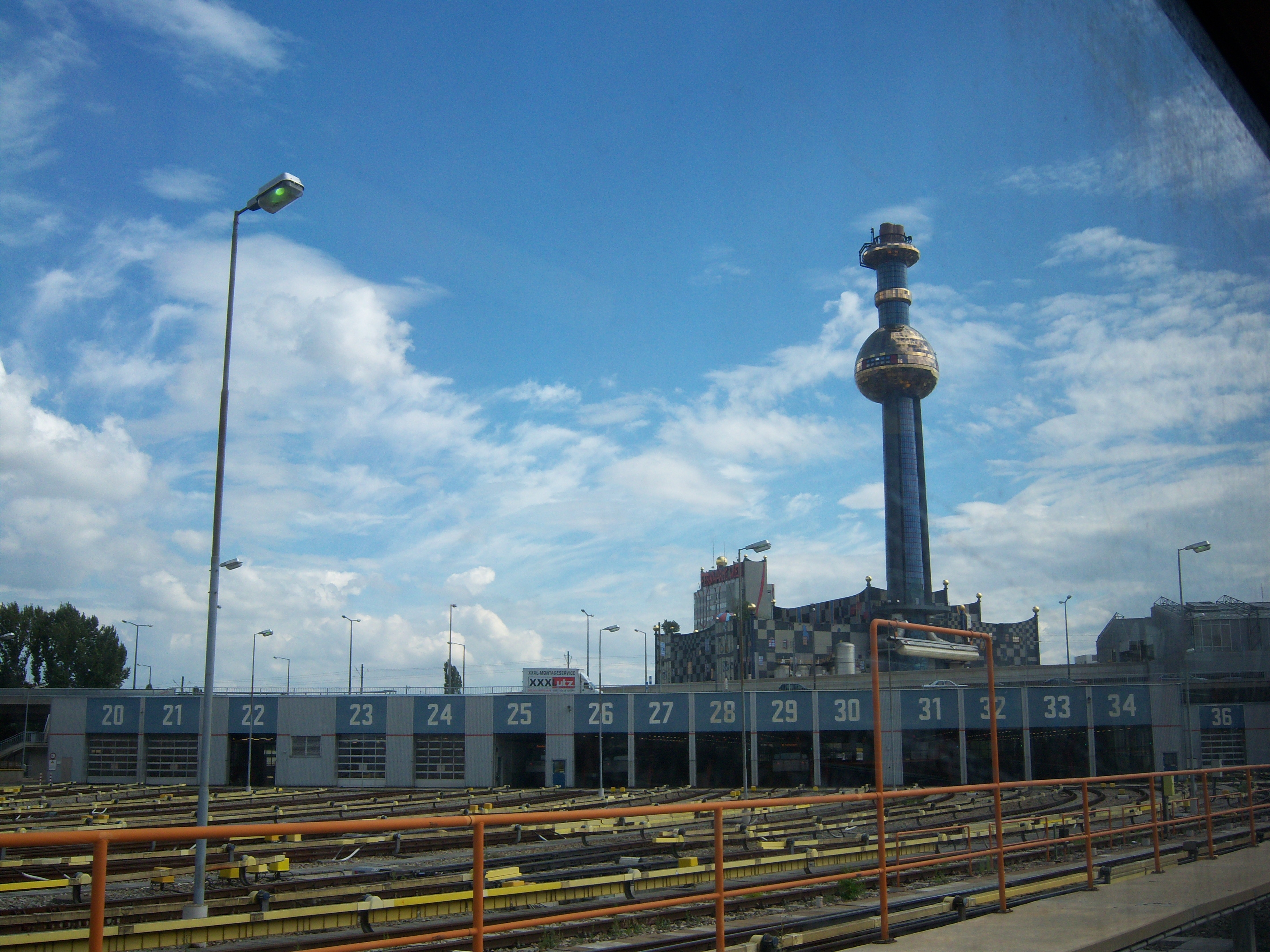
Wasserleitungswiese kocsiszín
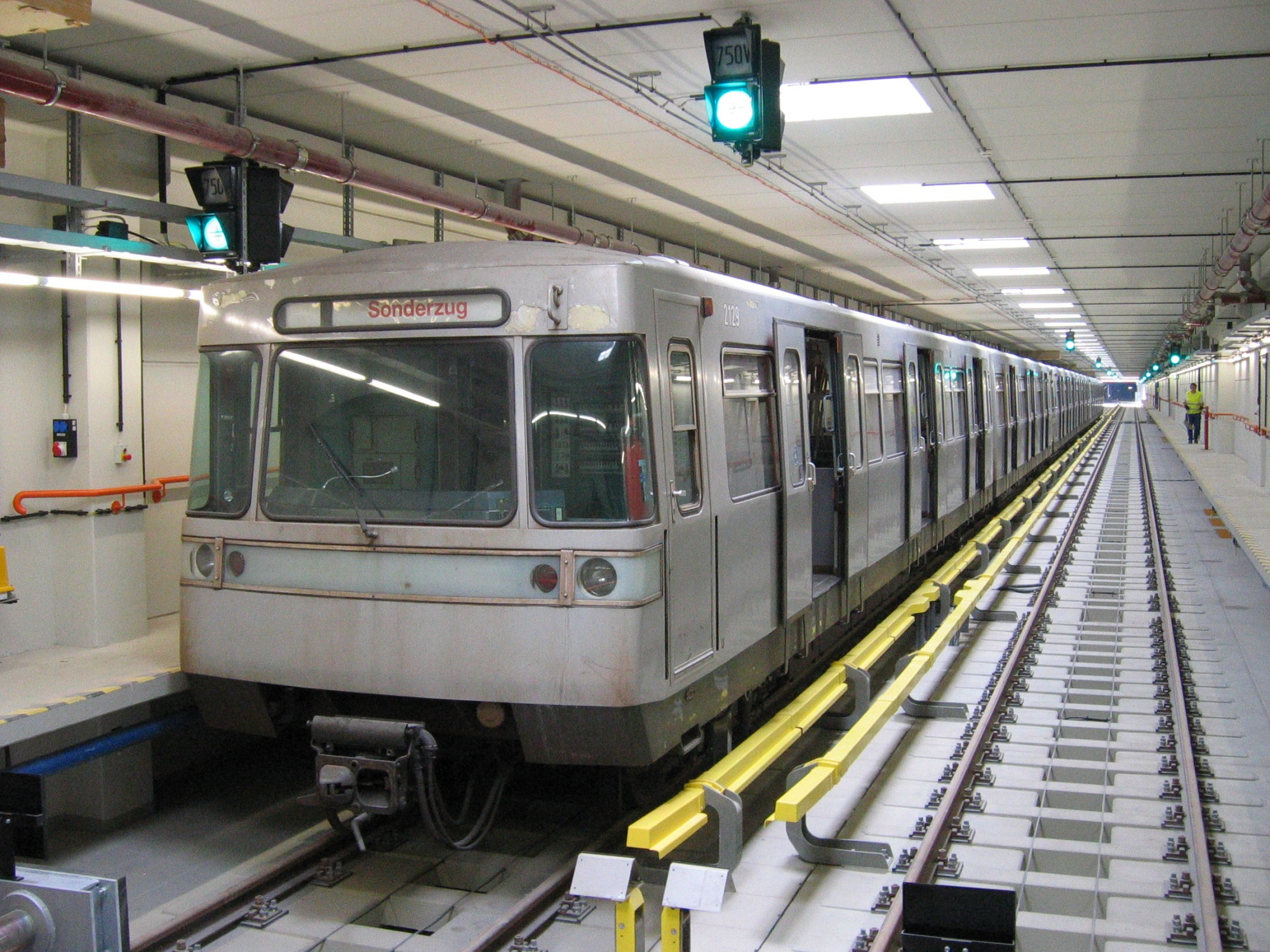
U típus
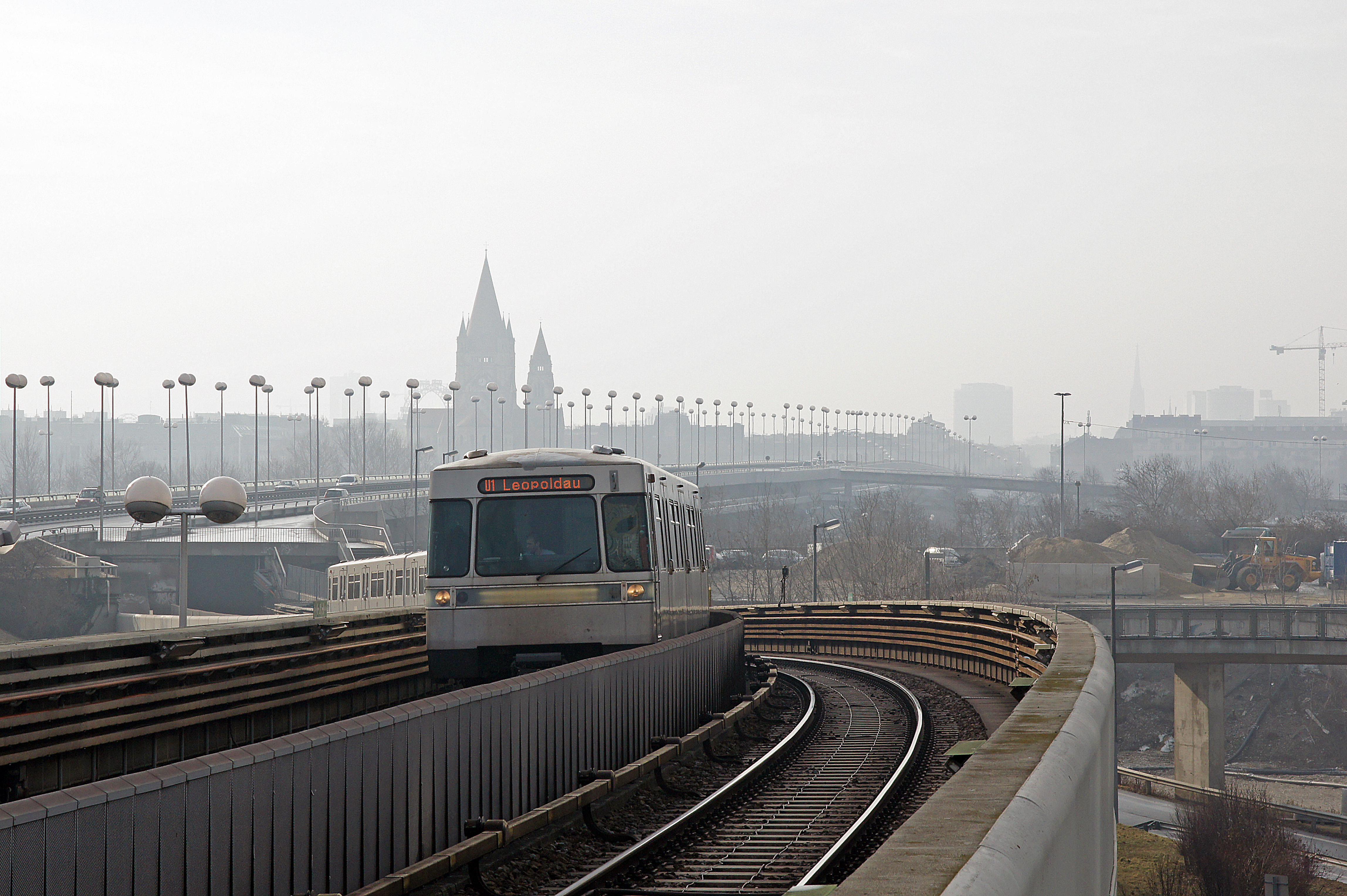
U1 típus
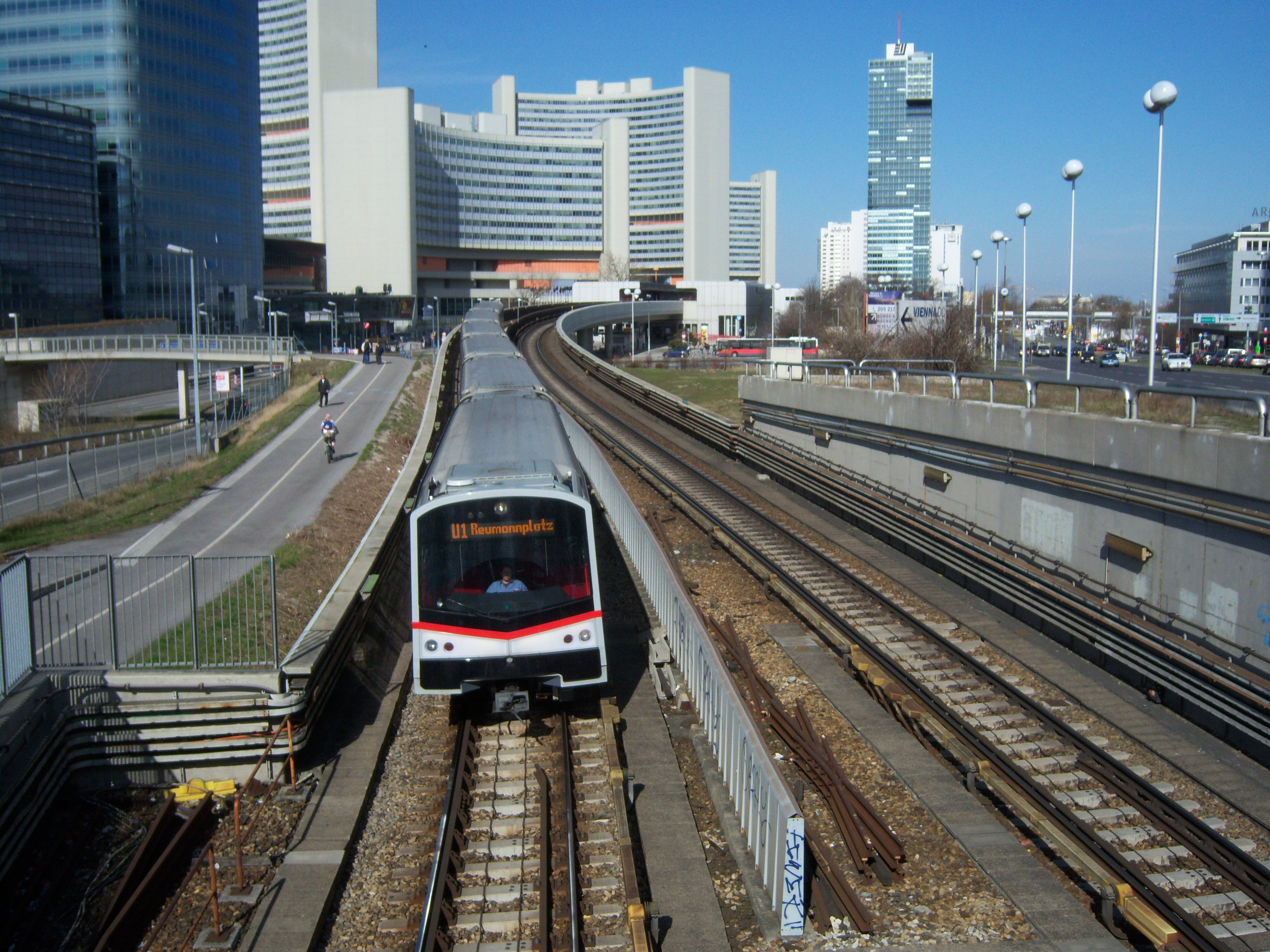
V típus

## Állomáslista és átszállási kapcsolatok
Egyes időszakokban minden második szerelvény csak Alaudagasse megállótól/ig közlekedik.
| U1 (Oberlaa ◄► Leopoldau)     | U1 (Oberlaa ◄► Leopoldau)       | U1 (Oberlaa ◄► Leopoldau)     | U1 (Oberlaa ◄► Leopoldau)                                       | U1 (Oberlaa ◄► Leopoldau)                                                                          |
| U1 (Alaudagasse ◄► Leopoldau) | U1 (Alaudagasse ◄► Leopoldau)   | U1 (Alaudagasse ◄► Leopoldau) | U1 (Alaudagasse ◄► Leopoldau)                                   | U1 (Alaudagasse ◄► Leopoldau)                                                                      |
| Perc (↓)                      | Megállóhely                     | Perc (↑)                      | Átszállási kapcsolatok                                          | Fontosabb létesítmények                                                                            |
| ----------------------------- | ------------------------------- | ----------------------------- | --------------------------------------------------------------- | -------------------------------------------------------------------------------------------------- |
| 0                             | Oberlaa végállomás              | 34                            | 17A, 68B, 70A                                                   | Therme Wien                                                                                        |
| 2                             | Neulaa                          | 32                            | 16A, 17A, 67A, 67B                                              | |
| 4                             | Alaudagasse                     | 30                            | 16A, 17A, 19A, 67A, 67B                                         | Pern-Albin-Hasson-Siedlung                                                                         |
| 5                             | Altes Landgut                   | 29                            | 15A                                                             | Generali-Arena, FH-Campus                                                                          |
| 7                             | Troststraße                     | 27                            | 65A, 66A                                                        | |
| 8                             | Reumannplatz                    | 26                            | 6, 11 7A, 14A, 65A, 66A, 68A, 68B                               | |
| 9                             | Keplerplatz                     | 25                            | 14A                                                             | |
| 10                            | Südtiroler Platz – Hauptbahnhof | 24                            | S1 , S2 , S3 , S4 , S60 , S80 18, D, O 13A, 69A távolsági vasút | Wien Hauptbahnhof vasútállomás                                                                     |
| 12                            | Taubstummengasse                | 22                            |                                                                 | |
| 14                            | Karlsplatz                      | 20                            | U4 1, 2, 62, 71, D, U2Z 2A, 4A, 59A Wiener Lokalbahn            | Károly tér; Károly-templom; Operaház; Ring (körút)                                                 |
| 16                            | Stephansplatz                   | 18                            | U3 1A, 2A, 3A                                                   | Szent István-székesegyház (Stephansdom)                                                            |
| 17                            | Schwedenplatz                   | 17                            | U4 1, 2, VRT 2A                                                 | Nemzetközi autóbusz-állomás                                                                        |
| 18                            | Nestroyplatz                    | 16                            | 5A                                                              | |
| 19                            | Praterstern                     | 15                            | U2 S1 , S2 , S3 , S4 , S7 5, O 5B, 80A, 82A                     | Prater; Óriáskerék (Riesenrad); Wien Praterstern vasútállomás                                      |
| 20                            | Vorgartenstraße                 | 14                            | 11A, 11B                                                        | Hajózási Központ                                                                                   |
| 22                            | Donauinsel                      | 12                            |                                                                 | Duna-sziget                                                                                        |
| 23                            | Kaisermühlen–VIC                | 11                            | 20A, 92A, 92B                                                   | ENSZ-Központ, Vienna International Center, Austria Center Vienna, Nemzetközi Atomenergia-ügynökség |
| 25                            | Alte Donau                      | 9                             | 20A, 20B                                                        | Öreg-Duna (holtág)                                                                                 |
| 26                            | Kagran                          | 8                             | 25 22A, 26A, 27A, 93A, 94A                                      | Albert-Schultz jégcsarnok                                                                          |
| 28                            | Kagraner Platz                  | 6                             | 26 22A, 24A, 31A                                                | |
| 30                            | Rennbahnweg                     | 4                             | 25A, 27A                                                        | |
| 31                            | Aderklaaer Straße               | 3                             | 28A                                                             | |
| 32                            | Großfeldsiedlung                | 2                             | 28A, 29A                                                        | |
| 34                            | Leopoldau végállomás            | 0                             | S1 , S2 29A, 32A, 36B                                           | Wien Leopoldau vasútállomás                                                                        |

## Galéria

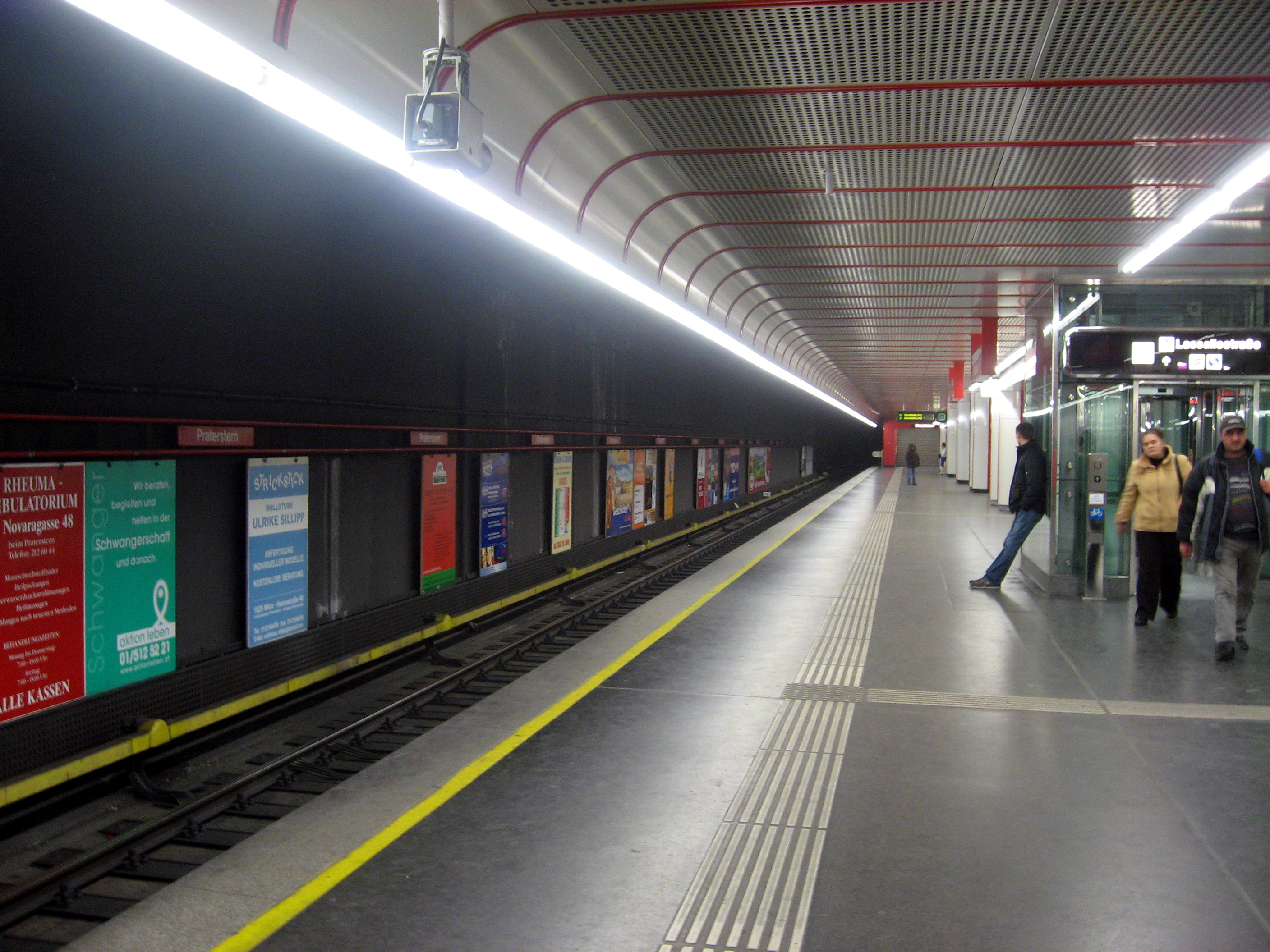
Praterstern
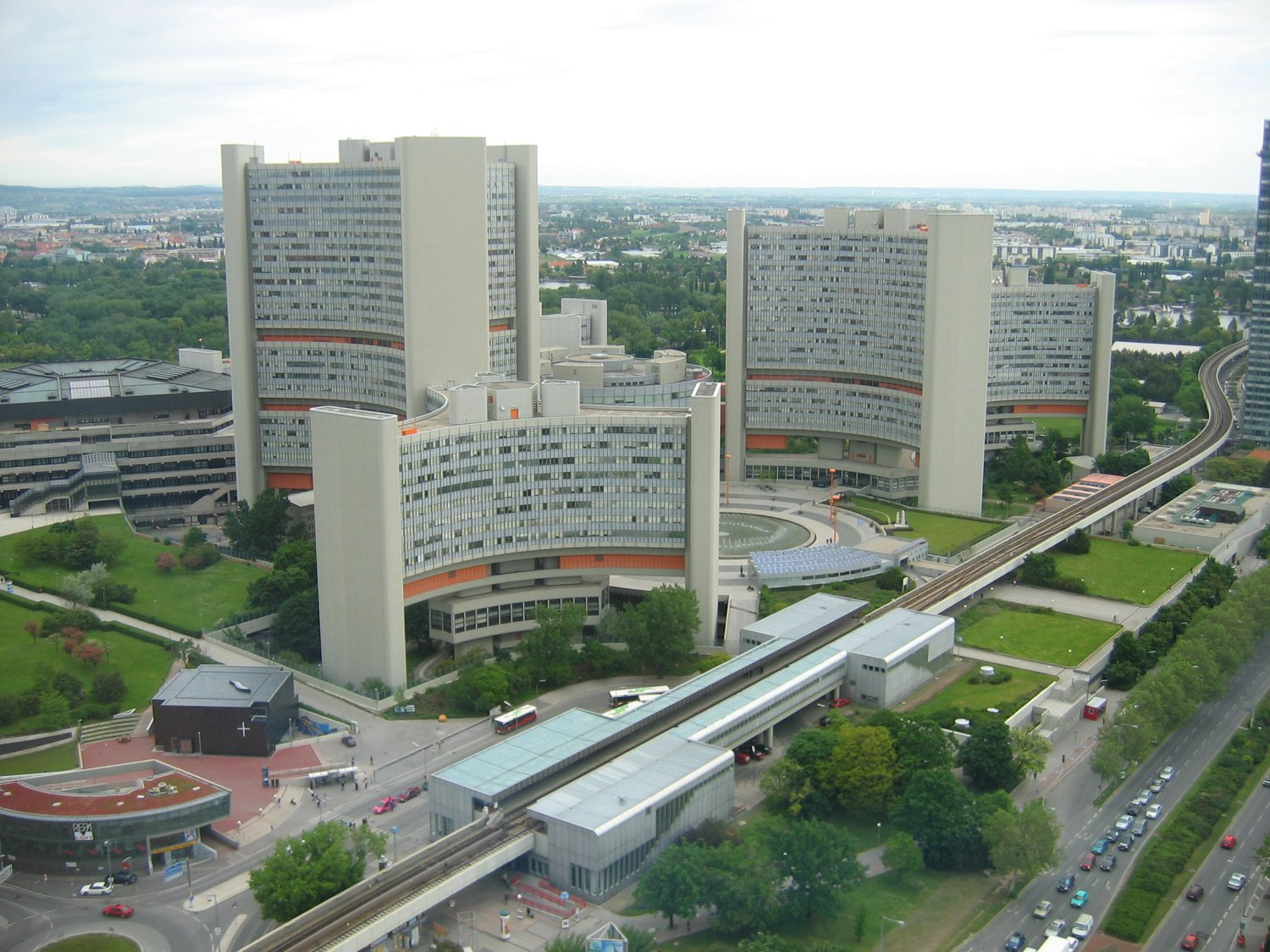
UNO-City (előtte a metróállomással)
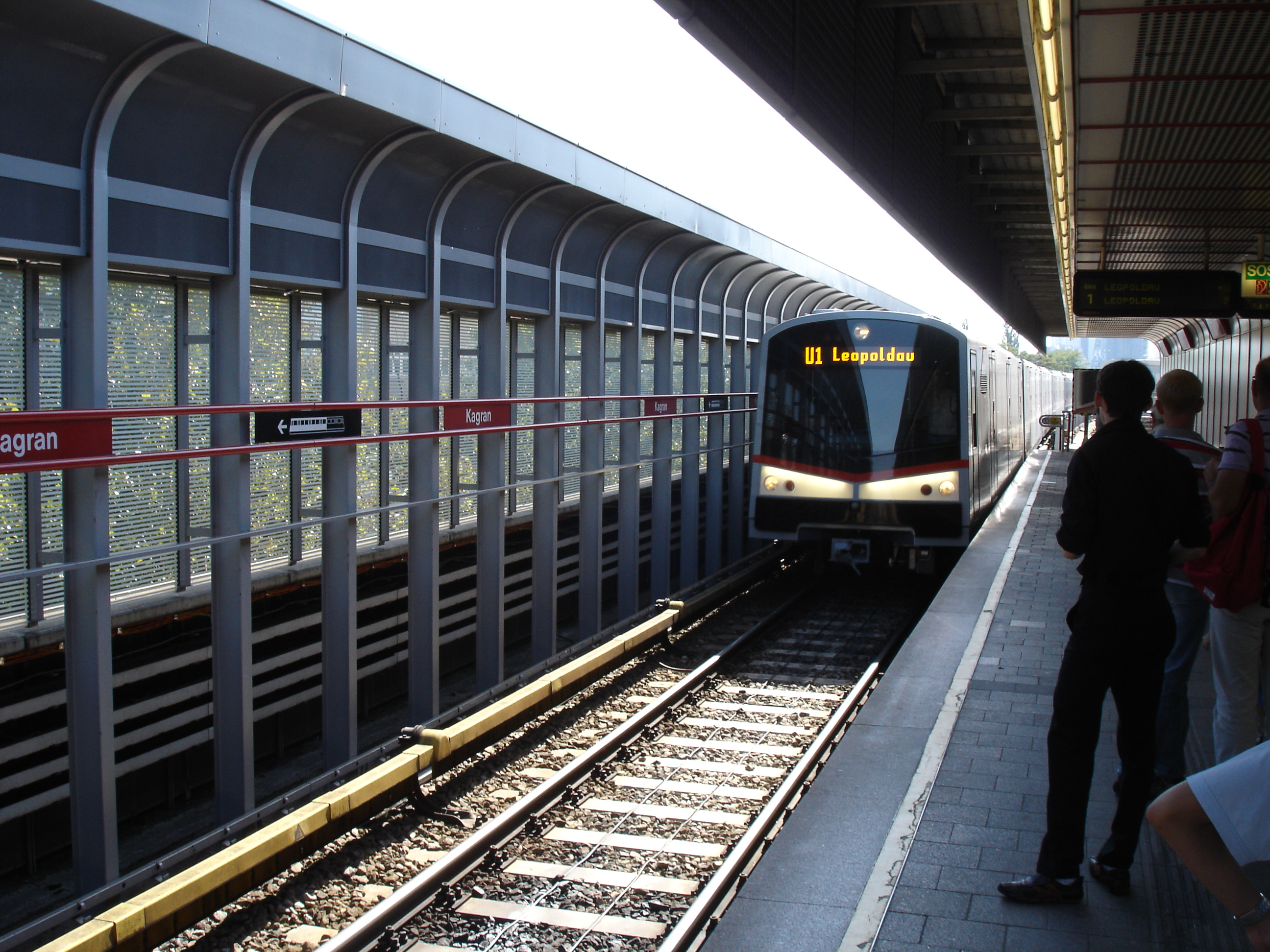
Kagran
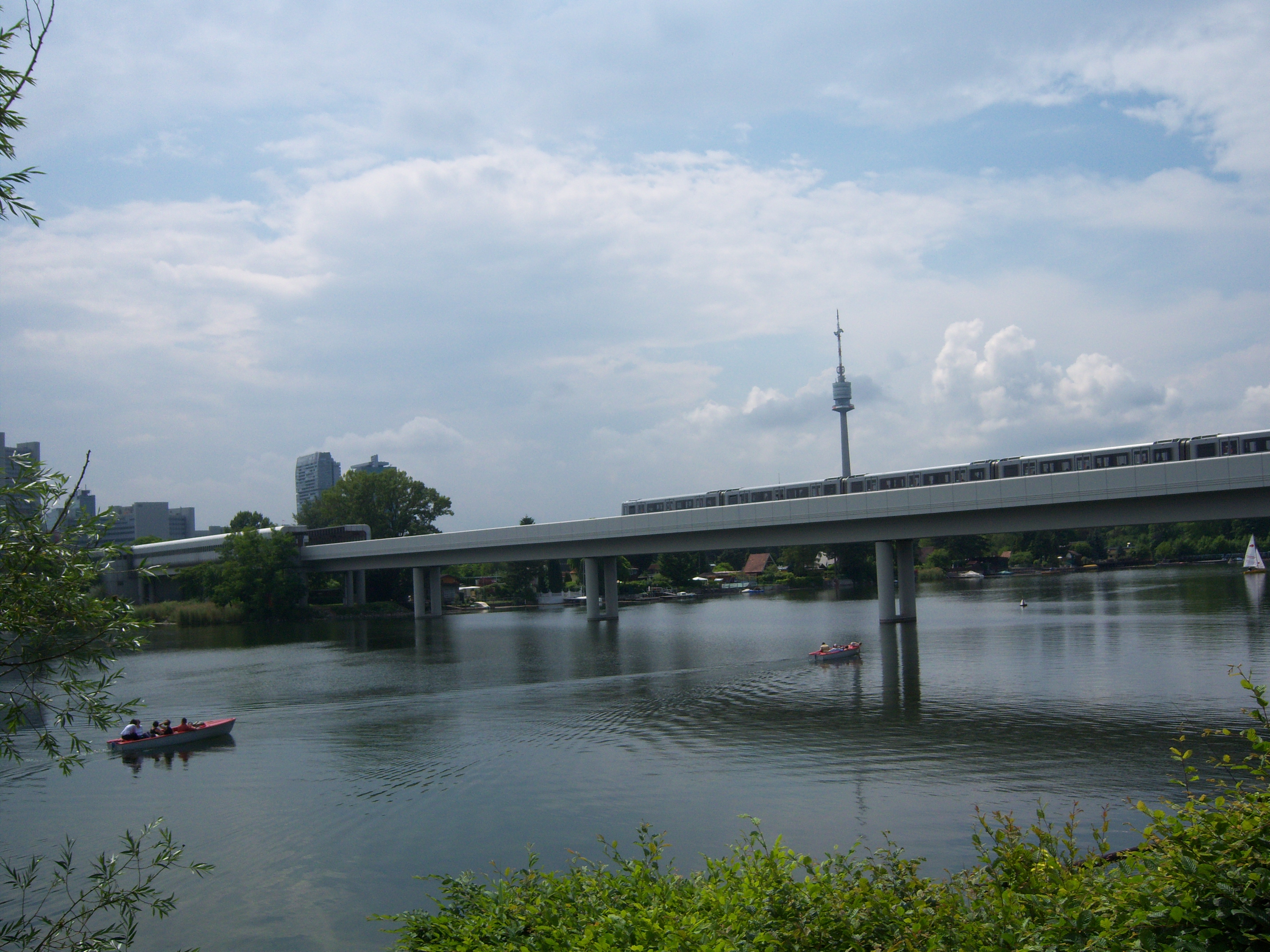
Az Öreg-Duna (Alte Donau) felett átívelő híd
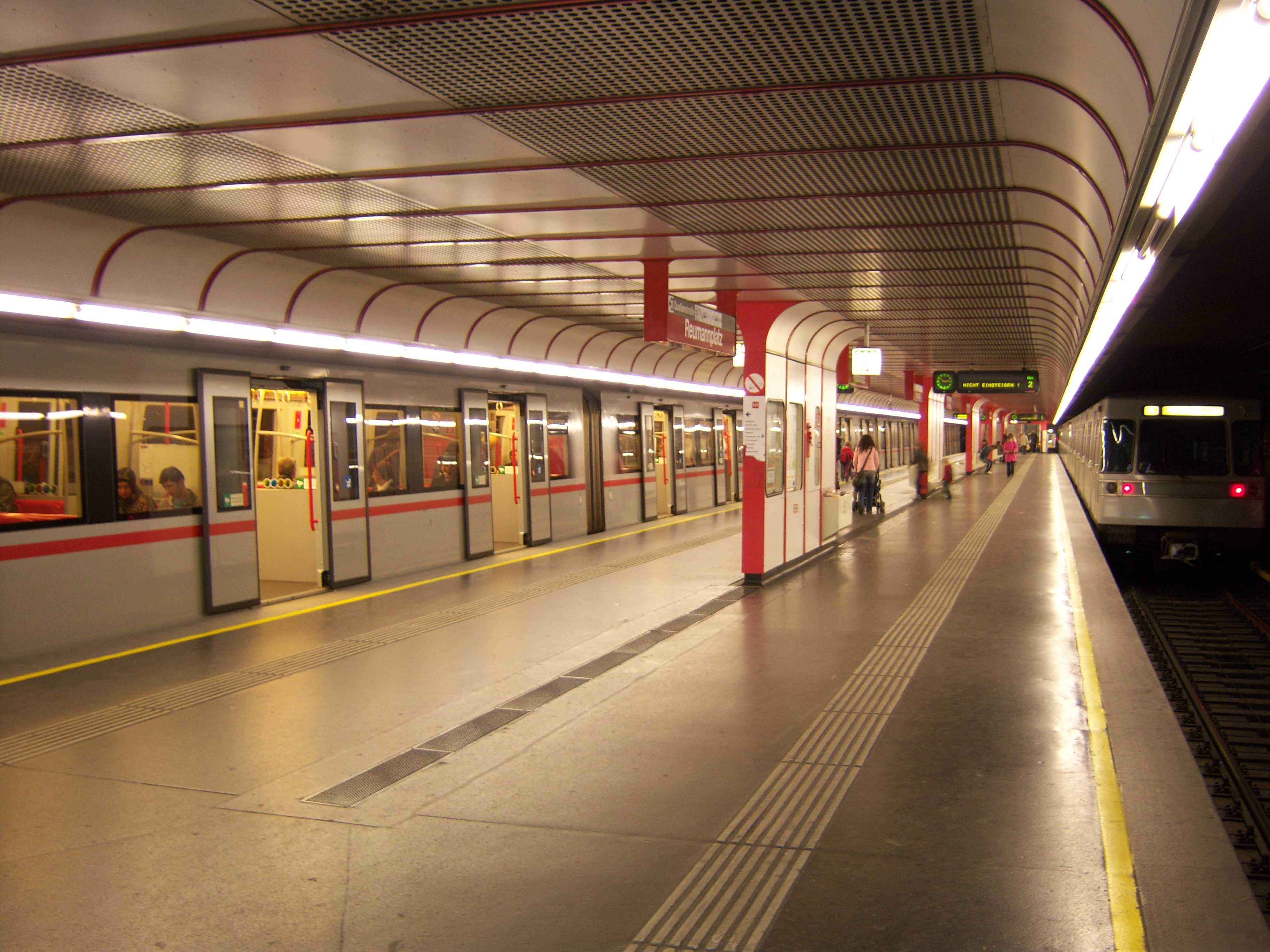
Reumannplatz állomás
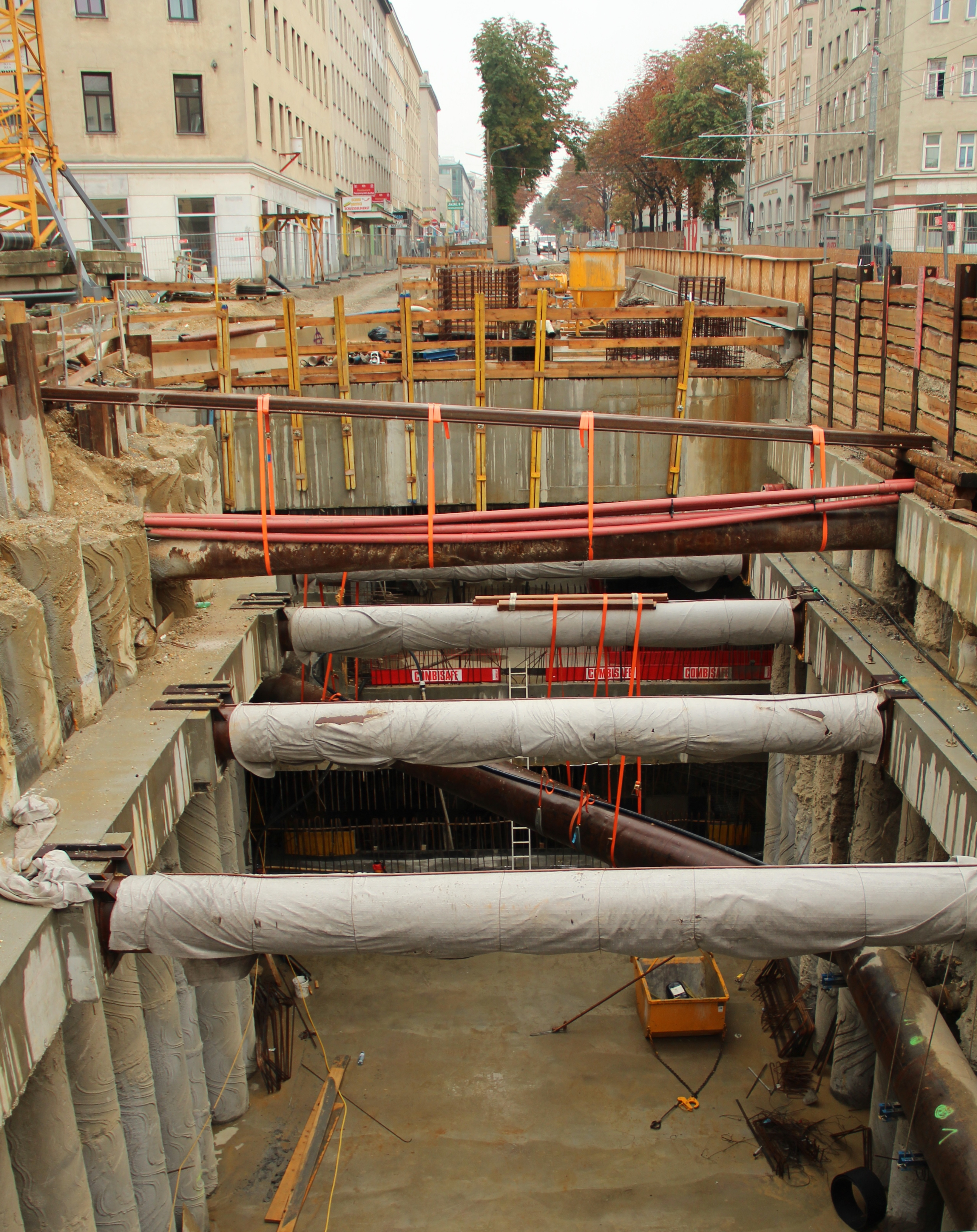
Troststraße állomás, még épülőben
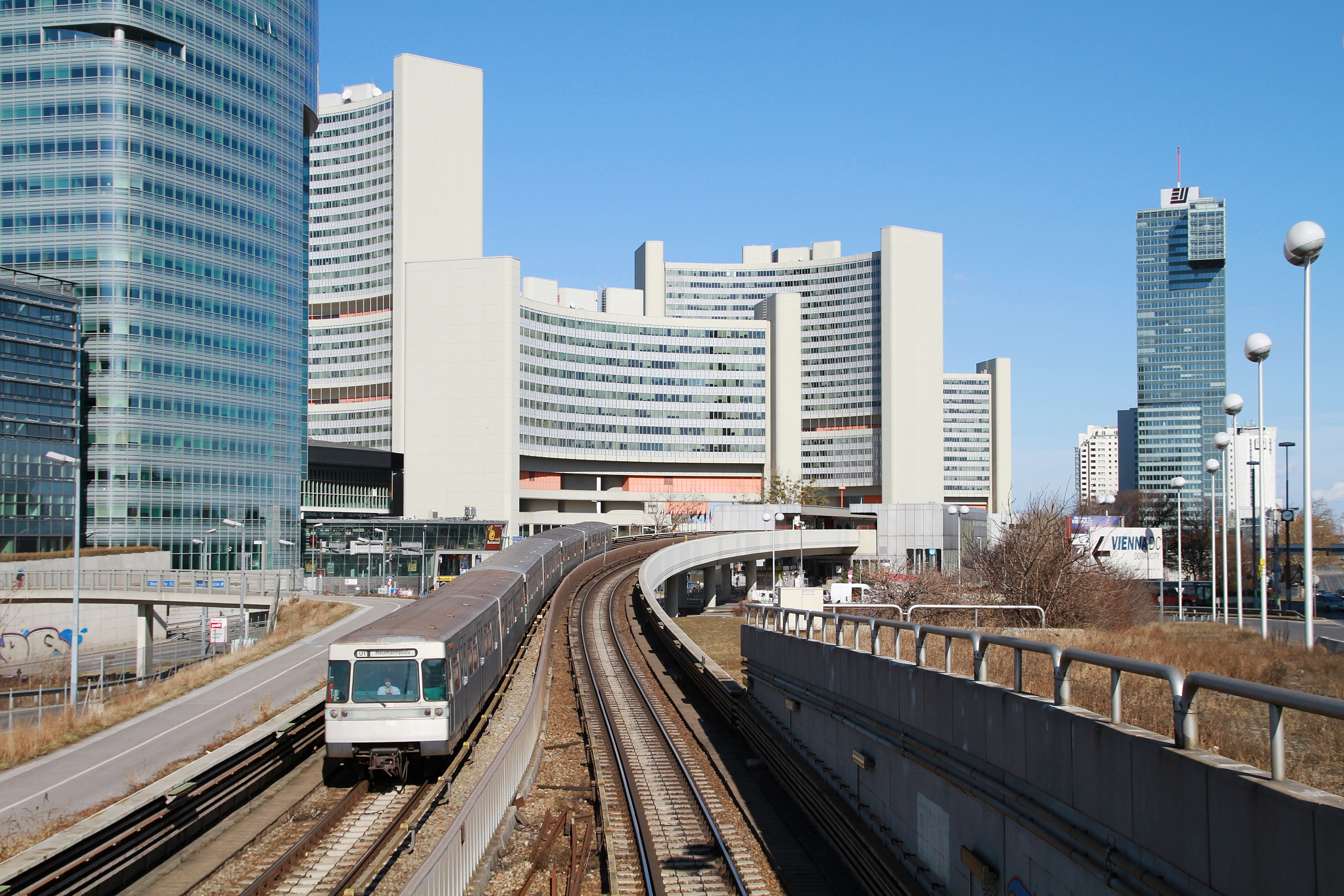
Vonat indul Kaisermühlen állomásról (háttérben az UNO-City)

## Fordítás
- Ez a szócikk részben vagy egészben  az   U-Bahnlinie 1 (Wien) című német Wikipédia-szócikk fordításán alapul.  Az eredeti cikk szerkesztőit annak laptörténete sorolja fel. Ez a jelzés csupán a megfogalmazás eredetét és a szerzői jogokat jelzi, nem szolgál a cikkben szereplő információk forrásmegjelöléseként.